# كاستيل دي كابريس
بلدية كاستيل دي كابريس (بالإسبانية: Castell de Cabres)‏، هي إحدى بلديات مقاطعة كاستيلون التي تقع في منطقة بلنسية، في شرق إسبانيا.
يبلغ عدد سكانها 19 نسمة وفقاً لإحصائية سنة (2006).